# 光亮荩草
光亮荩草（学名：Arthraxon micans），为禾本科荩草属下的一个植物种。